# Mess It Up
«Mess It Up»—en catalá: «Fes-ho malbé»— és una cançó de la banda de rock britànica The Rolling Stones, el tercer senzill del seu àlbum d'estudi Hackney Diamonds.
Llançat el 19 de desembre de 2023.

## Personal
The Rolling Stones
- Mick Jagger: veu
- Keith Richards: guitarra
- Ron Wood: guitarra

## Vídeo musical
El vídeo musical de 'Mess It Up' és protagonitzat per l'actor britànic Nicholas Hoult.
El clip va ser llançat el 19 de desembre de 2023 i va ser filmat als Estats Units i dirigit per Kendrick Lamar i el col·laborador Anderson .Paak, guanyador del premi Grammy.
El vídeo esta caracteritzat per un alt nivell teatral. Hoult personifica a un ex-nuvi que no sap què té fins que ho perd: Hoult deixa enrere una relació i balla a través dels anys. Amb el pas del temps, li creix una barba descurada i els Stones canten: «Oh, vaig dir que ho sentia, sé que va acabar malament. Vas arribar al lloc correcte, bebè, en el temps equivocat, és trist”». Quan el personatge de Hoult se n'adona, és massa tard. En arribar a casa troba la porta tancada amb clau i amb un nen a l'altra banda de la porta. El xoc s'apodera del personatge, que ha estat absent durant anys, creient que estava millor sol. Però quan la dona que va deixar enrere reacciona amb por, en lloc de celebrar el seu retorn, el seu nou xicot la rescata i deixa nocaut a Hoult.